# Bundesbildungsanstalt für Elementarpädagogik Linz
Die Bundesbildungsanstalt für Elementarpädagogik Linz ist eine Bildungsanstalt für Elementarpädagogik in Linz.

## Besonderheiten
Den Schülern wird ab der 3. Klasse das Freifach Teaching English at Nursery für ein Jahr mit zwei Wochenstunden angeboten.
Schüler die den Schwerpunkt CLIL wählen werden mit Englisch als Arbeitssprache unterrichtet.
Das heißt, dass in einigen Unterrichtsfächern Teilgebiete des Stoffes auf Englisch unterrichtet werden.
Es werden nicht alle Gegenstände auf Englisch unterrichtet, sondern nur einzelne ausgewählte Kapitel werden durch die englische Fachsprache ergänzt.
Beispiele für teilweise in englischer Sprache unterrichtete Gegenstände sind Geografie, Geschichte, Bewegungserziehung, Gitarre, Flöte, Bildnerische Erziehung und Werken.
Die schriftlichen oder mündlichen Leistungsüberprüfungen erfolgen auf Deutsch und Englisch und können nach Belieben der Schüler auf Deutsch oder Englisch beantwortet werden.
Es ist auch ein Wechsel beider Sprachen möglich. Die englische Grammatik und Rechtschreibung werden nicht in die Beurteilung mit einbezogen.
Im Jahr 2015 wurde die Schule mit dem Österreichischen Schulpreis in der Kategorie Gendergerechtigkeit mit dem 3. Platz ausgezeichnet.